# Archaeopithecidae
Archaeopithecidae — вимерла родина, що включає два роди нотунгулятних ссавців — Teratopithecus і Archaeopithecus, обидва відомі з еоцену Аргентини.